# Марано-Екуо
Марано-Екуо (італ. Marano Equo) — муніципалітет в Італії, у регіоні Лаціо,  метрополійне місто Рим-Столиця.
Марано-Екуо розташоване на відстані близько 50 км на схід від Рима.
Населення — 783 особи (2014).
Щорічний фестиваль відбувається 3 лютого. Покровитель — святий Власій.

## Демографія
Населення за роками:

Станом на 1 січня 2023 року в муніципалітеті офіційно проживали 74 іноземці з 15 країн, серед них 55 громадян країн Євросоюзу та 2 громадяни України.

## Сусідні муніципалітети
- Агоста
- Антіколі-Коррадо
- Арсолі
- Червара-ді-Рома
- Рокка-Кантерано
- Ров'яно